# Suárbol
Suárbol es un pueblo de la comarca tradicional de Ancares perteneciente al municipio de Valle de Ancares, comarca de El Bierzo, provincia de León, comunidad autónoma de Castilla y León (España). Suárbol es el último pueblo leonés antes de la provincia de Lugo. 

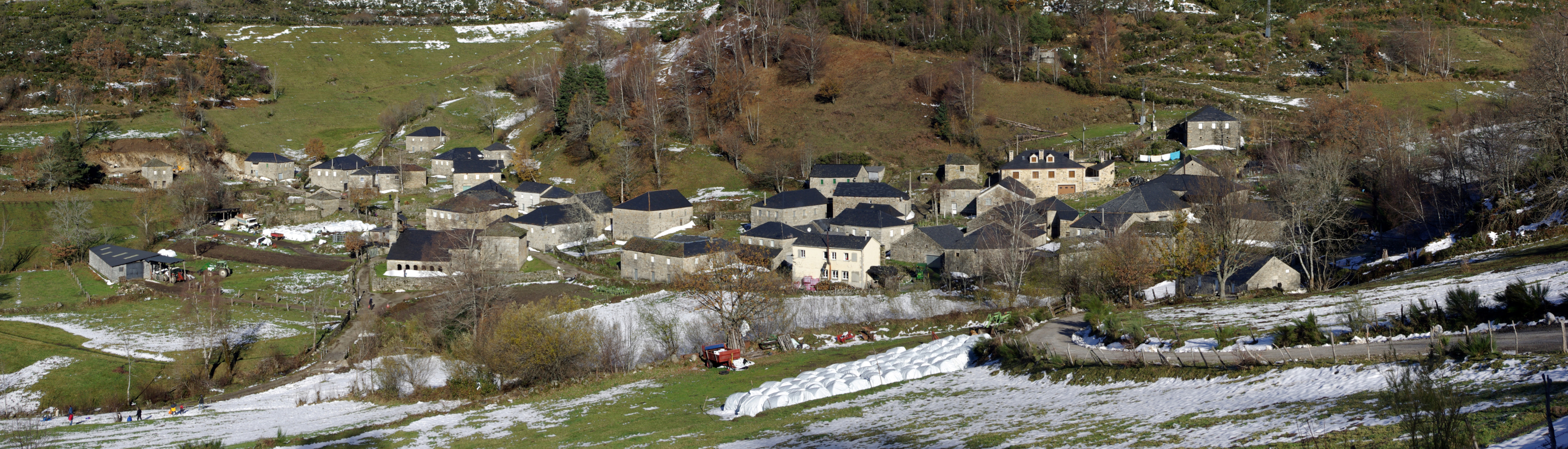
Panorámica de Suárbol

En el año 1957 hubo un incendio que asoló el pueblo y acabó con las típicas edificaciones de la época, las pallozas. Las viviendas fueron reconstruidas y en la actualidad luce unas bonitas edificaciones de granito y pizarra.
Suárbol se llamaba Ambasaguas según las versiones de los mayores del pueblo, porque hay dos ríos en el pueblo: uno a la entrada y otro a la salida. Según cuenta la leyenda, el nombre cambio allá por el siglo XIV, cuando Suárbol y Balouta compartían iglesia. Esta estaba ubicada en el lugar conocido como "O Coladin". Según la leyenda, la virgen (Santa María) aparecía todas las mañanas en el actual emplazamiento de la iglesia, debajo de un árbol. Tal fue el asombro del clero y de los vecinos del municipio que interpretaron este gesto de la virgen como una señal y bajaron piedra a piedra la iglesia al lugar donde se aparecía.

## Patrimonio
Suárbol se caracteriza por su arquitectura tradicional: los horreos y las pallozas típicas de los Ancares. Suárbol tuvo la palloza más grande del Bierzo conocida como la Gran palloza de Suárbol, pero esta ardió en 1957; hoy en día queda el solar donde se levantaba esta palloza. No obstante se conservan varias pallozas en buen estado en el pueblo. También el pueblo posee hórreos; estos son de planta cuadrada y cubiertas de pizarra como la inmensa mayoría de los edificios de Suárbol, que sustituyeron sus teitos por tejados de pizarra.
El monumento más importante de Suárbol es la iglesia parroquial de Santa María declarada Bien de interés cultural en 1995. Es un edificio de estilo barroco clasicista del XVII. El cementerio del pueblo se encuentra dentro de la iglesia.
Suárbol también posee otros bienes históricos como la calzada romana de Suárbol que unía las minas de Oros en Ibias (Asturias) con las del Bierzo. También destacan los bajo relieves de Suárbol de significado desconocido y que son de la cultura castreña.

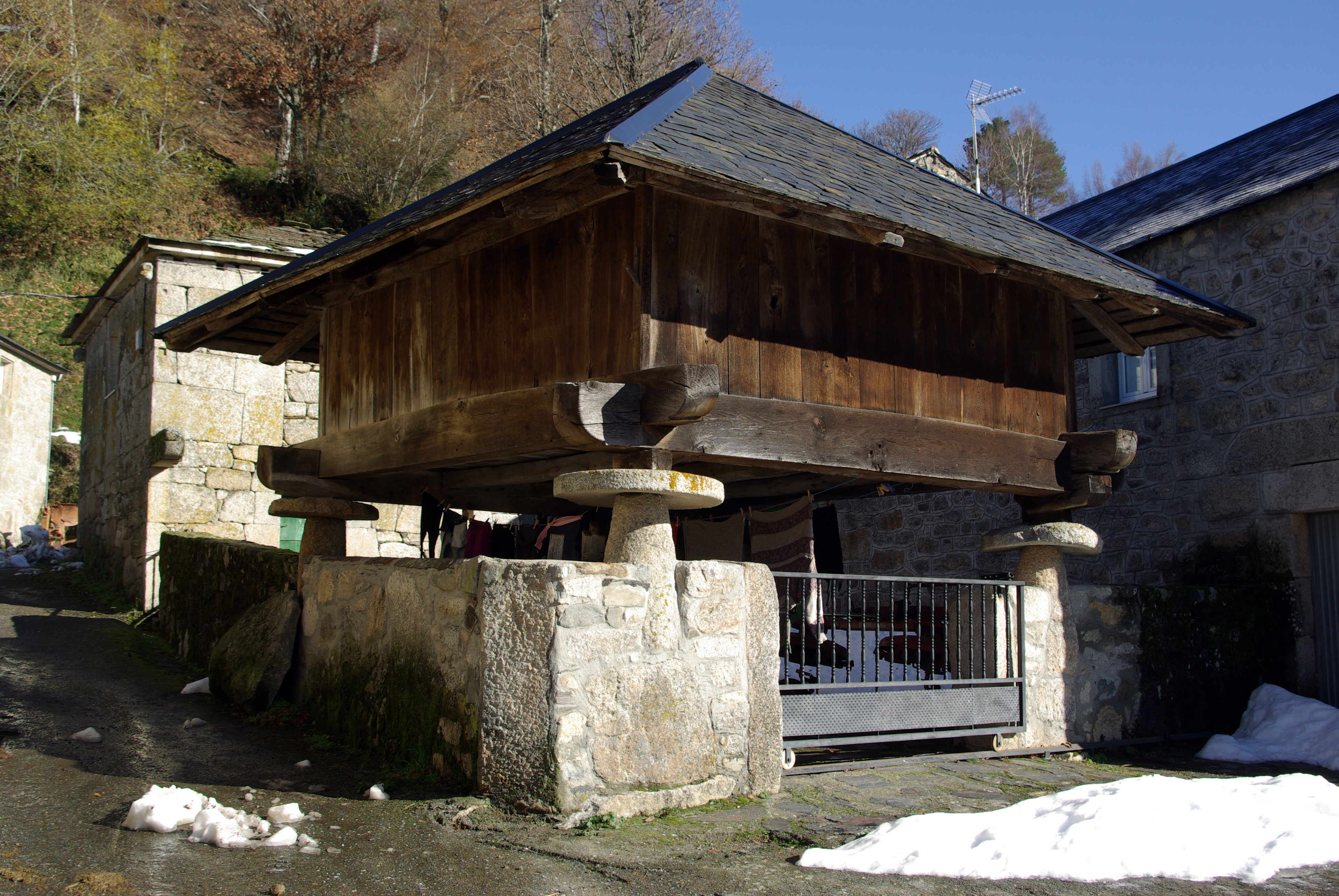
hórreo de Suárbol

## Fiestas
La principal fiesta es el 17 de agosto, en honor a Santa María. Antiguamente se llamaba la fiesta de los sábados y se celebraba el último sábado del mes de agosto.

## Web
www.suarbol.es